# After All This Time
«After All This Time» es el tercer y último sencillo publicado por Simon Webbe de su disco-debut Sanctuary.

## Sencillo
El sencillo fue publicado en el Reino Unido e Irlanda el día 20 de febrero de 2006; el 21 de febrero en Europa, Asia y Australia; y el 22 de febrero de 2007 en América Latina.
El sencillo fue un absoluto fracaso en todas las listas mundiales, incluyendo las del Reino Unido, en el que debutó en el #16 en su primera semana de ventas, descendiendo hasta el #45 en su segunda semana, y así, sucesivamente. En el resto del mundo, el sencillo fue un completo fracaso en las listas, pasando el tema totalmente desapercibido por los Charts.
En total, el sencillo vendió menos de 400 000 en todo el mundo.

## Canciones
CD 1
1. «After All This Time» [Radio Edit]
2. «No Worries» [Stargate Mix]
3. «No Pressure On You»
4. «Take Me As I Am»

DVD-Single
1. «After All This Time» [VideoClip]
2. «No Worries» [Álbum Versión]
3. «After All This Time» [Stargate Dub Mix]